# 熱帶下銀漢魚
熱帶下銀漢魚（学名：Hypoatherina tropicalis）為輻鰭魚綱銀漢魚目銀漢魚科的其中一種，分布於西太平洋新幾內亞及澳洲東部及北部海域，深度可達8公尺，體長可達12.5公分，為熱帶海水魚，棲息在沿岸淺水域，生活習性不明。